# Effet tunnel (gestion de projet)
Pour les articles homonymes, voir Effet tunnel.
 (décembre 2018).
L'effet tunnel est la situation d'un projet qui affiche un retard par rapport à son plan initial, mais surtout qui donne peu de visibilité concernant son avancement et ses perspectives d'achèvement.

## Généralités
L'« effet tunnel » peut se produire lorsque pendant la durée d'un projet, le maître d'ouvrage et le maître d’œuvre ne communiquent pas assez (parfois pour des raisons de secret officiel, militaire ou civil, ou de cloisonnement entre les structures intervenantes). Conséquence de cet état de fait, le résultat est le plus souvent décevant, la réalisation du projet peut échouer et des accidents peuvent survenir (par exemple des accidents industriels).

### Informatique
Dans un projet informatique, ce sont les phases classiques du cycle en V (analyse, spécification, conception, codage, test) qui sont présentées comme comportant un risque d'« effet tunnel », contrairement aux itérations agiles qui permettent de réaliser une livraison à chaque itération.

### Pilotage, navigation
L'expression « effet tunnel » est également employée dans les rapports sur les causes et circonstances des incidents et accidents aériens, ferroviaires, maritimes ou autres pour désigner l'obnubilation de l'équipage responsable (en cockpit, sur la passerelle ou dans tout autre centre de commande) sur la résolution d'un problème, au détriment d'autres signaux ou problèmes, ce qui l'empêche d'appréhender la situation d'ensemble et se traduit par des hésitations ou de mauvaises décisions.

## Symptômes
Il est identifiable principalement du point de vue du maître d'ouvrage, du capitaine ou du commandant qui n'a pas assez d'éléments sur la situation d'ensemble, l'avancement du projet, le respect du plan ou des procédures, et n'a pas ou plus la possibilité de voir l'objet du projet au cours de sa réalisation.

## Solutions
Pour éviter l'« effet tunnel », découper le projet en phases ou jalons permet d'avoir à la fin de chaque phase des éléments livrables qui peuvent être présentés au client.

### Informatique
Les méthodes agiles proposent des itérations ou sprint de durée fixe afin d'avancer de manière incrémentale dans la réalisation du projet.

### Pilotage, navigation
Une parfaite connaissance du véhicule piloté, de ses systèmes et de leur fonctionnement, ainsi que des conditions extérieures (règles de circulation, infrastructures…), une surveillance / vigilance tous azimuths, le respect des procédures en temps utile mais aussi la capacité à sortir des procédures lorsque celles-ci ne sont pas appropriées à la situation, peuvent parfois permettre d'éviter l'« effet tunnel » et de prendre de bonnes décisions qui sauveront le véhicule et son contenu, comme dans le cas du vol US Airways 1549.